# Via Latina

Mapa com as principais estradas romanas.

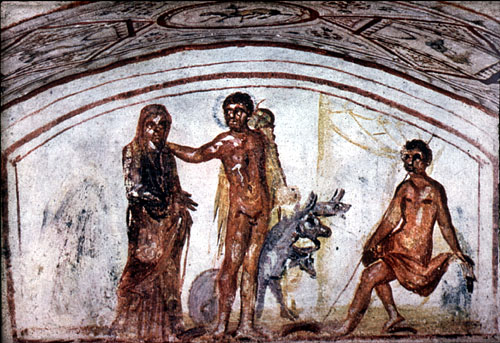
Pintura mural em uma catacumba da Via Latina, século IV

Via Latina era uma estrada romana da Itália que saía do sudeste de Roma e percorria cerca de 200 quilômetros até Nápoles.

## História
Ela começava na Porta Latina, na Muralha Aureliana e seguia em direção ao passo de Monte Algido. Foi uma estrada muito importante para a história militar da cidade. Ela foi construída antes da Via Ápia como rota para chegar até a Campânia, pois a colônia latina em Cales foi fundada em 334 a.C. e certamente havia alguma forma de chegar até lá a partir de Roma, apesar de a Via Ápia só ter sido construída vinte e dois anos depois. Seu percurso é muito mais natural que o da Via Ápia, que, por ser uma linha reta, teve que superar uma série de obstáculos. A Via Latina é anterior também à Via Labicana, apesar da preferência em relação a esta em períodos posteriores.
A Via Latina segue pelo vale do Trero (Sacco) pelo percurso seguido pela ferrovia moderna até Nápoles e passa por baixo das cidades montanhosas hernicanas (onde se junta à Via Prenestina), em Anagni, Ferentino, Frosinone e outras. Em Frégelas, cruza o Liri e em seguida atravessa Aquino e Cassino. Logo depois, a estrada entra no intervalo entre os Apeninos e o complexo vulcânico de Roccamonfina. Ao invés de atravessá-lo, a estrada original vira abruptamente para o nordeste, sobre as montanhas, até Venafro, criando uma ligação direta com o interior de Sâmnio até Isérnia e Telese.
Depois das guerras civis, a Via Latina foi restaurada por um grupo de proeminentes romanos, incluindo Marco Valério Messala Corvino; a obra começou em 27 a.C., na época da elegia de Tibulo.
Depois disto, porém, um atalho atravessando Rufras (moderna Presenzano) provavelmente foi criado, seguindo o percurso da moderna auto-estrada e ferrovia. Os dois caminhos se reuniam de novo no local da moderna estação de trem de Caianiello e a estrada para Teano e Cales, e dali para Casilino, onde havia uma forma de cruzar o Volturno e estava a junção com a Via Ápia. A distância entre Roma e Casilino era de 129 milhas romanas ao longo da Via Ápia e 135 milhas romanas pela Via Latina.